# Amantes Violentos
Amantes Violentos é um filme brasileiro de 1980, com direção de Marcos Lyra.

## Elenco
- Carlos Alberto
- Freddy Bassu
- Alberto Cruz
- Rosângela de Faria
- Walter Lira
- Marcos Lyra
- Paula Mendes
- Ana Paula
- Claudioney Penedo
- Lenyr Portela
- Cat Regina
- Fernando Reski
- Tamuska
- Ney Vasconcelos
- Elizabeth Wenceslau